# تتورث
تتورث (به انگلیسی: Tatworth) یک روستا در بریتانیا است که در Tatworth and Forton واقع شده‌است. تتورث ۲٬۶۶۰ نفر جمعیت دارد.